# (3506) French
(3506) French (1984 CO1) – planetoida z pasa głównego asteroid okrążająca Słońce w ciągu 5,2 lat w średniej odległości 3 j.a. Odkrył ją Edward Bowell 6 lutego 1984 roku.